# Runde der Gefangenen
Die Runde der Gefangenen, auch Gefangenenrundgang, ist ein Gemälde von Vincent van Gogh (1853–1890), das einen Hofgang zeigt, gefertigt nach einem Stich von Gustave Doré (1832–1883). Es entstand im Februar 1890 in der Nervenheilanstalt Saint-Paul-de-Mausole in Saint-Rémy-de-Provence, wo sich der Maler im Mai 1889 freiwillig einliefern ließ. Die Arbeit zählt zu van Goghs Spätwerk, sie wurde wenige Monate vor seinem Tod fertig gestellt.

## Beschreibung von Émile Bernard
Vincent van Goghs Malerkollege Émile Bernard (1868–1941) kam zu seinem Begräbnis. Im Raum, wo er aufgebahrt war, hingen die letzten Arbeiten, darunter auch die Runde der Gefangenen. Er schrieb darüber:

„Sträflinge, die in einem Kreis herumgehen, umgeben von hohen Gefängnismauern, eine Leinwand, inspiriert von Doré, von einer schrecklichen Wildheit, aber auch symbolisch für sein Ende: War nicht das sein Leben, ein großes Gefängnis wie dieses mit so hohen Mauern – so hoch ... und diese Menschen, die endlos in diesem Loch im Kreis herumgehen, waren sie nicht arme Künstler, arme verdammte Seelen, an uns vorüber gehend, unter der Peitsche des Schicksals?“

## Bildinhalt
Das Gemälde zeigt einen ummauerten Hof eines Zuchthauses, darin eine Gruppe von 37 Gefangenen (er war 37 Jahre alt), die im Kreis gehen (Hofgang). Der Gefängnishof lässt keinen Blick in den Himmel zu, er ist umgeben von hohen Backsteinmauern mit vier kleinen Bogenfenstern hoch oben, eines davon mit Gittern. Es ergibt sich ein klaustrophobischer Eindruck. Die Gefangenen ziehen an drei Detektiven vorbei, die sich die Gesichter der Verbrecher einprägen.
Das Gemälde wird dominiert von deprimierenden Blau- und Grüntönen in der schattigen Tiefe des Hofes, mit braunen Flecken auf der besser ausgeleuchteten oberen Hälfte. Schon nahe dem oberen Rand fliegen zwei kleine weiße Schmetterlinge. In der unteren Bildmitte schreitet ein Gefangener ohne Mütze, dessen Züge denen des Malers ähneln. Er hat den Kopf leicht gedreht, er blickt ins Nichts. Die Szene erinnert an Van Goghs Inhaftierung und seine psychisch bedingte Isolation: Allein im Kreis, inmitten von Menschen.

## Entstehung

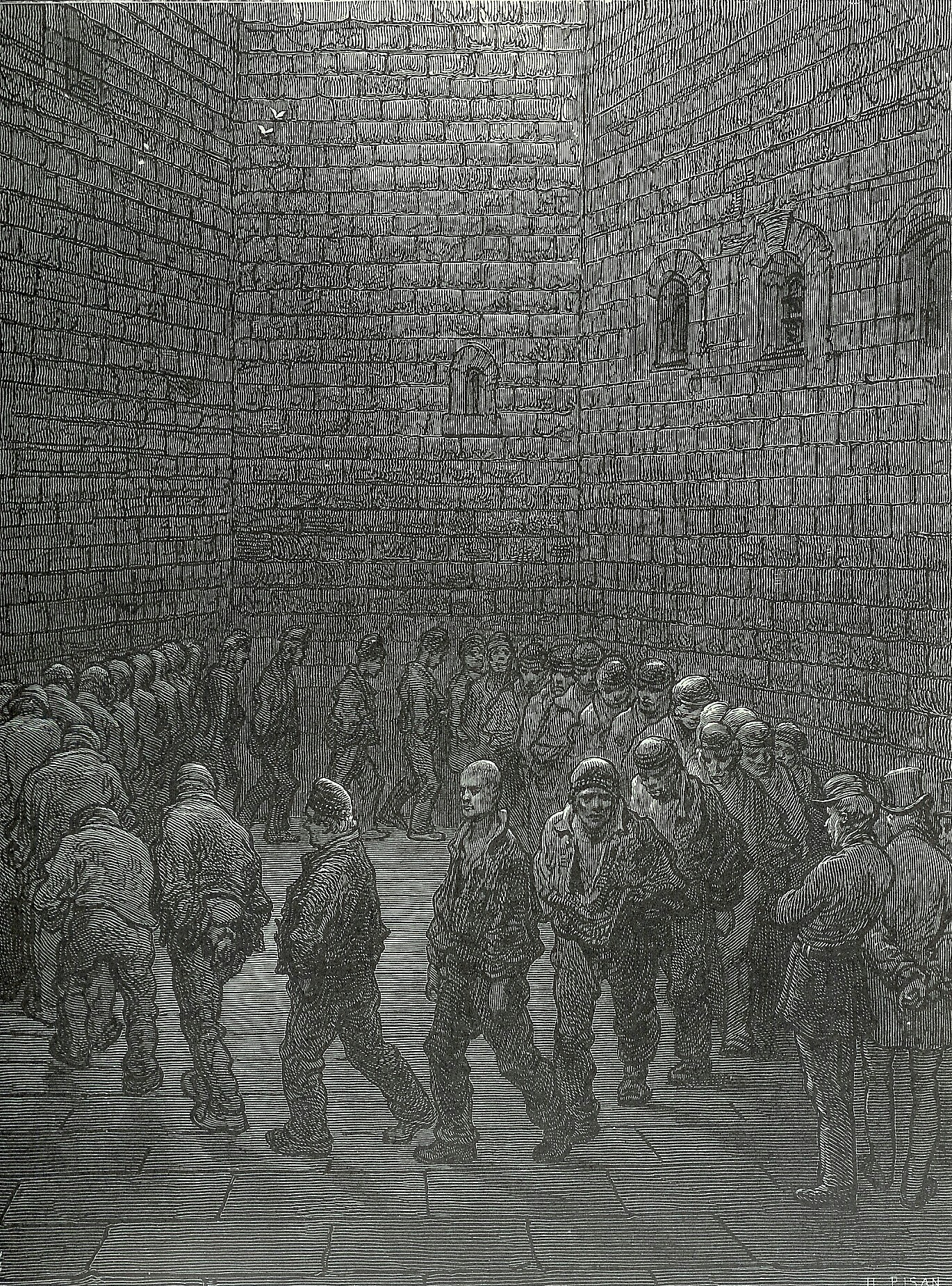
Stich des Hofgangs im Newgate-Gefängnis von Gustave Doré, 1872

Van Gogh verbrachte rund ein Jahr in der Nervenheilanstalt Saint-Paul-de-Mausole von Saint-Rémy-de-Provence, einem früheren Kloster aus dem 12. Jahrhundert. Behandlungen fanden dort nicht statt, die meisten Mitpatienten waren den ganzen Tag untätig. Er mied den Kontakt mit anderen Patienten. Einerseits fühlte sich der Maler dort wie ein Gefangener, andererseits konnte er dort unbeschränkt malen. Es entstand eine Vielzahl von Gemälden. Van Gogh malte Motive aus dem Garten der Anstalt, den Ausblick aus seinem Fenster, Motive aus der Umgebung von Saint-Rémy und auch die später berühmt gewordene Sternennacht. Nach einem schweren Anfall, bei welchem er versuchte, giftige Farben zu schlucken, entstand eine Reihe von Selbstporträts.
Gegen Ende 1889 schien die Inspiration nachzulassen, der Künstler begann sich zu langweilen. Da er nicht mehr plein air malen konnte, fertigte er eine Vielzahl von „Kopien“ anderer Künstler, aber auch Repliken eigener Arbeiten, beispielsweise das Schlafzimmer in Arles, nunmehr bestimmt für die Mutter oder die Schwester. Die „Kopien“ stellen Neuinterpretationen von Werken dar, deren Künstler Van Gogh schätzte und von denen er Schwarzweiß-Reproduktionen zur Hand hatte: vor allem von Jean-François Millet (1814–1875), der sich der Darstellung der Bauern und des Landlebens verschrieben hatte, aber auch von Rembrandt, Delacroix, Honoré Daumier und eben diesem einen Stich von Gustave Doré.
Bei der Übersetzung vom Schwarzweiß der Vorlage in ein farbiges Gemälde vergröberte er in der Regel auch die Struktur und verfremdete durch ungewöhnliche Farben das Sujet. Er schrieb seinem Bruder Theo, dass ihm diese Arbeit schwer fiel, die Arbeit an der Gefängnisrunde (nach Doré) und auch die an den Trinkenden Männern (nach Daumier). Die Vorlage stammt aus dem Jahr 1872 und trägt den Titel Newgate Exercise yard. Es handelt sich um einen von 180 Stichen, die Doré für ein Auftragswerk schuf, das Buch London: A pilgrimage, erstellt gemeinsam mit dem Schriftsteller William Blanchard Jerrold.
Im Frühjahr 1890 kehrte Van Gogh wieder zu seinen Schwertlilien zurück, malte aber auch viele Rosenbilder.

## Besitzer
Das Gemälde trägt die Werknummer F669.
Nach dem Tod von Theo van Gogh im Januar 1891 zählte das Gemälde zum Erbteil, welches seine Witwe  Johanna van Gogh-Bonger übernahm. Das Bild gelangte in den Besitz des deutsch-dänischen Malers und Kunsthändlers Willy Gretor (1868–1923), dann an den französischen Kunstkritiker und Sammler Maurice Fabre (1861–1939) und sodann an Alexandre Berthier de Wagram. Schließlich kaufte es im Jahr 1909 Iwan Morosow (1871–1921), ein russischer Kunstsammler. 1918 wurde dessen Sammlung verstaatlicht – und ebenso die von Sergei Schtschukin. Beide Sammlungen bildeten den Grundstock des Museums der Neuen Westlichen Malerei in Moskau. Morosow und Schtschukin verließen Russland. Im Jahr 1948 wurde das Museum von Stalin geschlossen, die Sammlungen von Schtschukin und Morosow wurden auf das Puschkin-Museum in Moskau und die Eremitage in Sankt Petersburg aufgeteilt. Das Van-Gogh-Gemälde blieb in Moskau. Die Inventarnummer ist Ж-3373.
Das Moskauer Museum besaß insgesamt zehn Werke Van Goghs, eine Zeichnung und neun Gemälde, darunter Erinnerung an den Garten in Etten (Frauen in Arles) von 1888, nunmehr in der Eremitage, und das Porträt Doktor Felix Rey von 1889, nunmehr im Puschkin-Museum.